# Villadia patula
Villadia patula là một loài thực vật có hoa trong họ Crassulaceae. Loài này được Moran & C.H. Uhl miêu tả khoa học đầu tiên năm 1991.